# Stuorraskäidi
Stuorraskäidi är en kulle i Finland.   Den ligger i den ekonomiska regionen Norra Lappland och landskapet Lappland, i den norra delen av landet, 1 000 km norr om huvudstaden Helsingfors. Toppen på Stuorraskäidi är 409 meter över havet.
Terrängen runt Stuorraskäidi är platt åt sydväst, men åt nordost är den kuperad.  Trakten runt Stuorraskäidi är nära nog obefolkad, med mindre än två invånare per kvadratkilometer. Det finns inga samhällen i närheten. Omgivningarna runt Stuorraskäidi är i huvudsak ett öppet busklandskap.